# Contea di Pierce (Georgia)
La contea di Pierce (in inglese Pierce County) è una contea dello Stato della Georgia, negli Stati Uniti. La popolazione al censimento del 2000 era di 15 636 abitanti. Il capoluogo di contea è Blackshear.